# ケーニヒスベルク級軽巡洋艦
ケーニヒスベルク級軽巡洋艦 (Leichte Kreuzer der Königsberg-Klasse) は、ドイツ海軍の軽巡洋艦の艦級で「ケーニヒスベルク」「カールスルーエ」「ケルン」の計3隻が建造された。本級はネームシップの艦名に因んでケーニヒスベルク級と呼ばれるが、いずれの艦も「K」で始まる艦名を選んで名付けられたのでイニシャルをとりK級巡洋艦とも呼称される。練習艦として用いられ、長期遠洋航海をおこなった際には日本に来訪した事がある。再軍備後のドイツ海軍でも引き続き運用され、スペイン内戦に介入したほか、第二次世界大戦に実戦投入された。1940年4月のノルウェーの戦いで、2隻が失われた。

## 概要

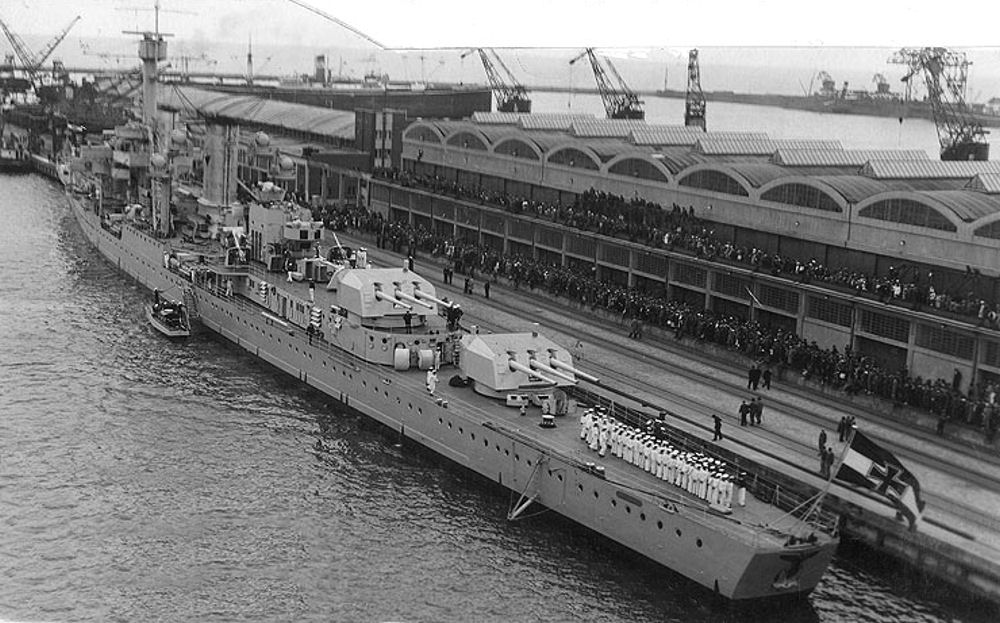
艦尾から見たケーニヒスベルク。後部主砲塔配置の特異さが判る写真。

本級は、前型である軽巡洋艦「エムデン」での技術と経験を引き継いた条約型巡洋艦である。本級が計画・建造された時のドイツは、ヴァイマル共和政であった。1924年度海軍計画において、ヴァイマル共和国軍の仮称艦名「B」「C」「D」として3隻の建造が議会で承認された。
本級はヴェルサイユ条約でドイツに課された巡洋艦の排水量制限枠である6,000トンを守るために、数多くの新技術が投入された。軽量化に船体設計の重点を置いており、艦上構造物の材質には高価な軽合金を多用し、船体の建造方法も当時の主流であるリベット止めではなく、最新技術の電気溶接を採用し、船体の85%が電気溶接で組み立てられた。
主砲は防御力と火力を向上しつつも武装重量を軽量化すべく新設計の三連装砲塔を採用して3基計9門を装備したが、前方に1基を配置、後方に2基が配置された。ドイツ巡洋艦史上、前例のないこの配置は艦の排水量を縮小する他に撤退時の後方火力を優先したためであった。艦の火力が前方に3分の1しか配置されないという不利を補うため、後部の2番主砲塔は左舷よりに、3番主砲塔は右舷よりにオフセット配置された。この配置により、特に右舷側の前方射界をより大きく確保する事が可能となった。しかしながら、無理な軽量化と主砲配置を行ったために長期の巡航に溶接が耐えられず、船体が割れる問題が生じた。改良型のライプツィヒ級軽巡洋艦では、最初から中心線上に配置されている。
海軍休日時代、ヴァイマル共和国軍は「エムデン」と、本級を練習艦として運用した。太平洋で「カールスルーエ」が船体に亀裂が入る損傷が生じ、巡航を中断してサンディエゴで修理を行わなければならなかった。1936年以降のスペイン内戦でナチス・ドイツは密かに介入し、各国の介入協定において、ポケット戦艦と共に投入された。これ以降、船体強度改善と復元性向上などの改装工事をする計画があったが、実施したのは「カールスルーエ」だけだった。スペイン内戦では大西洋と地中海で、第二次世界大戦では北海およびバルト海だけで活動し、連合国に対する通商破壊に参加することができない戦略上の弊害が出た。
世界大戦勃発時、「カールスルーエ」は改造工事中で、「ケルン」と、短期改装工事を実施した「ケーニヒスベルク」が北海で機雷敷設任務をおこなった。1939年12月、改良型軽巡の「ライプツィヒ」と「ニュルンベルク」がイギリス潜水艦の雷撃で相次いで損傷し、後者が復帰するまで「ケルン」が偵察部隊の旗艦になった。
1940年4月、ドイツ軍が発動したヴェーザー演習作戦にともなうノルウェーの戦いには、K級軽巡3隻が全て参加したが、2隻が失われた。4月9日、イギリス潜水艦トルーアントの魚雷攻撃で「カールスールエ」が沈没した。
「ケーニヒスベルク」は麾下艦艇や部隊を率いてベルゲンを占領したが、4月10日にイギリス海軍のスクア急降下爆撃機により撃沈された。これは第二次世界大戦で、艦上機が大型艦艇を空中からの攻撃で撃沈した最初の事例であった。
残された「ケルン」は本国周辺での練習艦任務、ノルウェーでの警戒任務、大戦末期の対地支援砲撃任務に従事した。

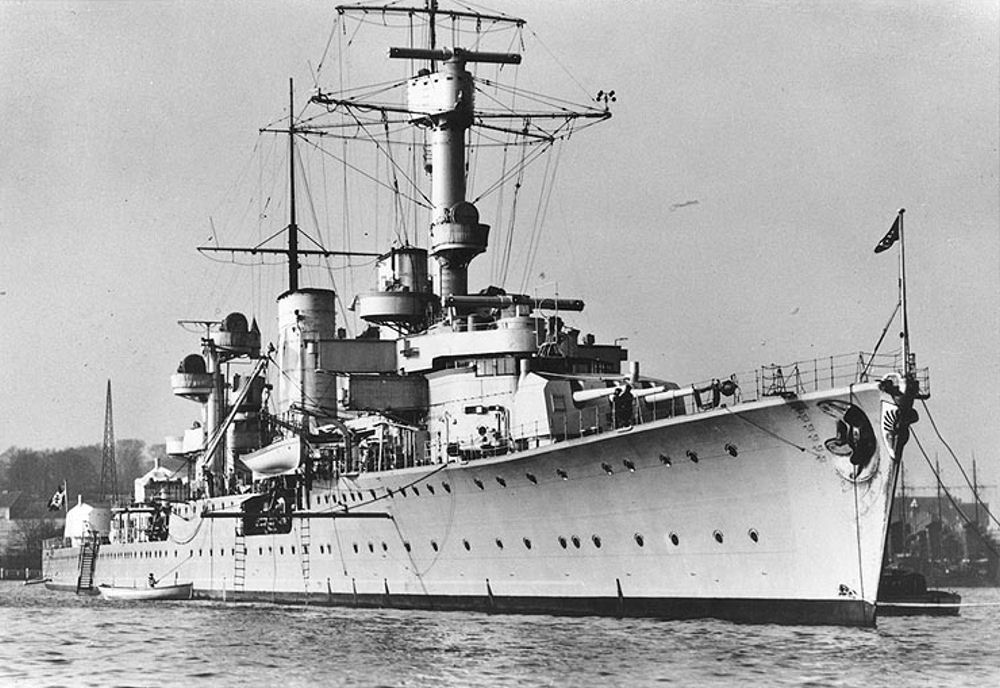
1936年代に撮影された「ケーニヒスベルク」。2番煙突後部に後部マストが追加された。
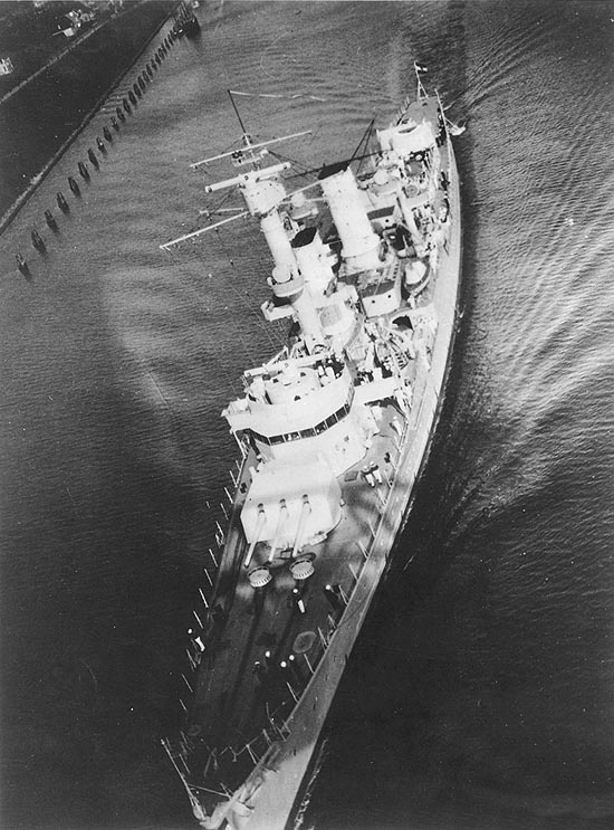
艦首から撮影された「ケルン」
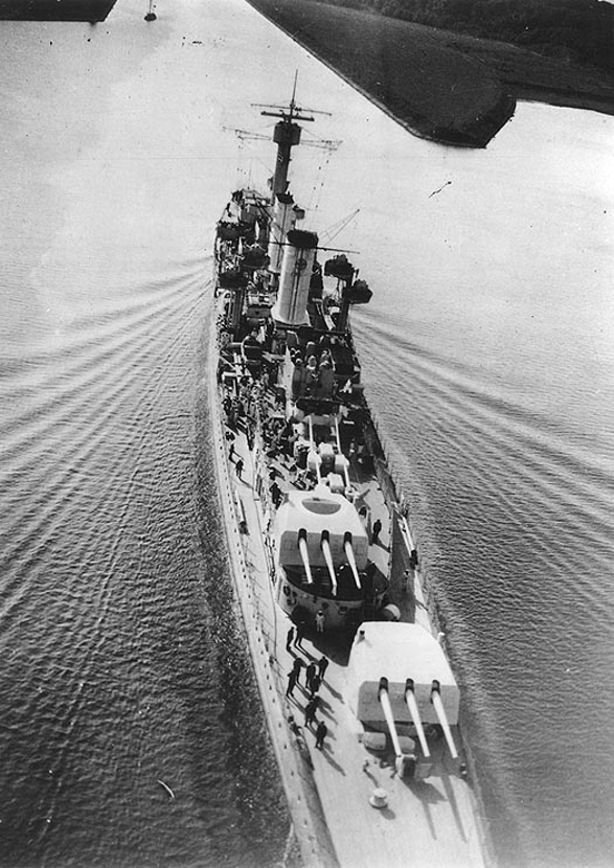
艦尾から撮影された「ケルン」

## 艦形

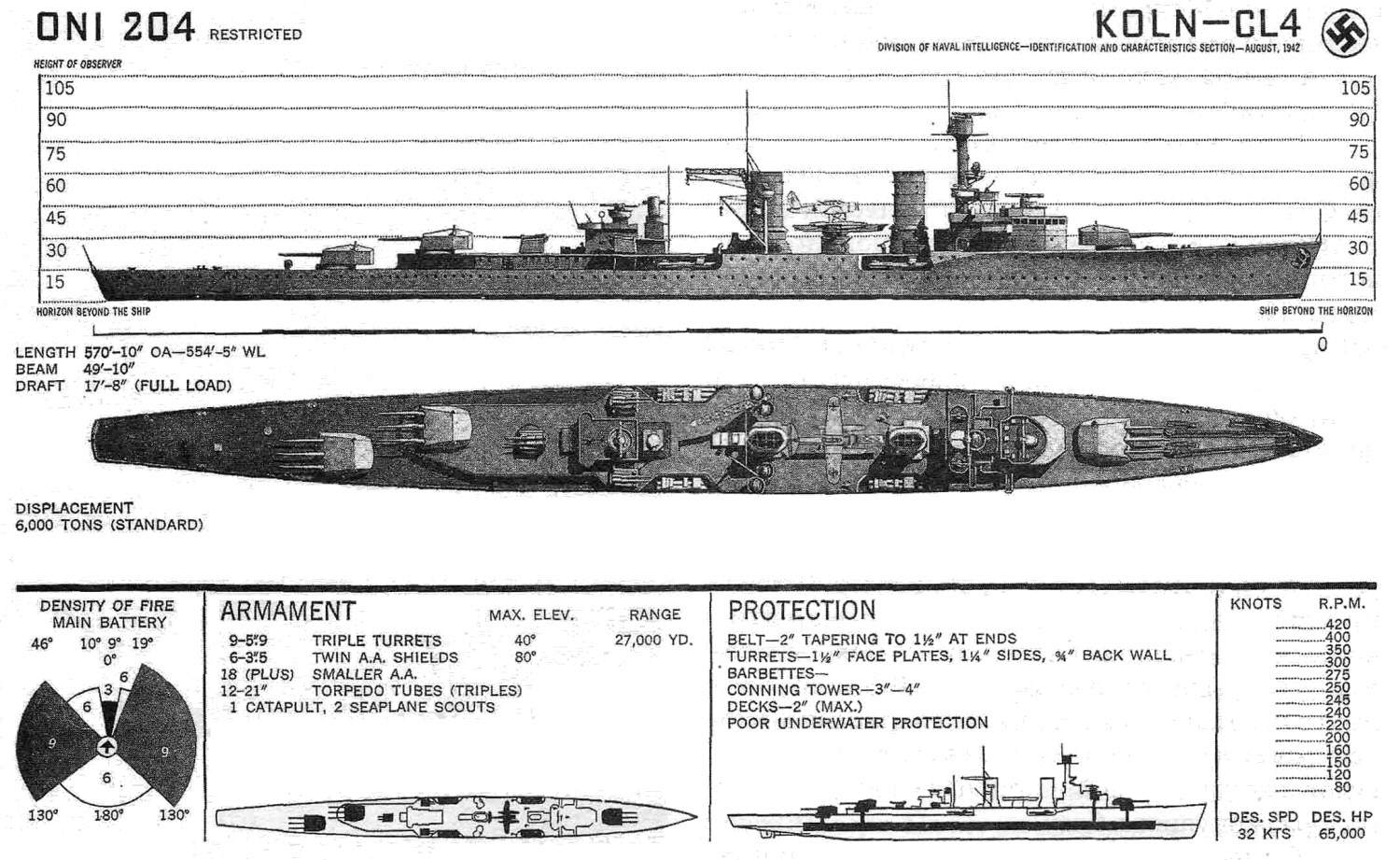
本級の同型艦である「ケルン」の武装と装甲配置を示した図。左下に主砲の射界の図があり、左舷側に比べて右舷側に9門指向できる範囲が広い事が判る。

ヴェルサイユ条約締結後のドイツ海軍が、最初に設計・建造した巡洋艦は「エムデン」であった。本級は、「エムデン（3代目）」で培われた工業デザインを元にして、ドイツ帝国海軍時代の防護巡洋艦の外観から脱却している。ただし、前級と同様にヴェルサイユ条約の制限枠内での設計と建造であるため、無理も生じていた。
本級の船体形状は乾舷の高い長船首楼型船体を採用した。軽くシア（甲板の傾斜）の付いた艦首甲板上に新設計の「SK C/25 1925年型 15cm（60口径）速射砲」を三連装砲塔に収めて1番主砲塔を1基配置した。艦橋構造は司令塔を内部に組み込んだ箱型の操舵艦橋の両脇に船橋（ブリッジ）が付き、艦橋後部から上面に突き出るようにチューリップ型の単脚式の前部マストが立ち、マスト頂部に射撃方位盤室が、中部に探照灯台が設けられた。測距儀は操舵艦橋と前部マストの上部にそれぞれ1基ずつが配置された。
艦橋の背後には2本煙突が立ち、左右の舷側には対艦攻撃用の50cm三連装魚雷発射管が1番煙突の左右と2番煙突の後方に1基ずつ片舷2基の計4基が配置され、竣工後に位置と数はそのままに53.3cm三連装発射管に換装された。本級は艦形が小型であったために後部マストが設置されなかったため、アンテナ線の展開のために2番煙突の左右に桁（ヤード）が付いていたが、竣工後に煙突後部にマストを追加した。
後部構造の上には箱型の後部見張所があり、その後ろに対空火器として8.8cm高角砲が防盾の付いた単装砲架で直列に2基が搭載されたが、竣工後に2番煙突の左右にも片舷1基ずつ計2基が増設され、最終的に連装砲架で片舷1基ずつ計2基が配置された。後部甲板上には前述の2番・3番主砲塔が後向きに背負い式配置で2基が置かれた。

## 主砲、その他備砲、雷装

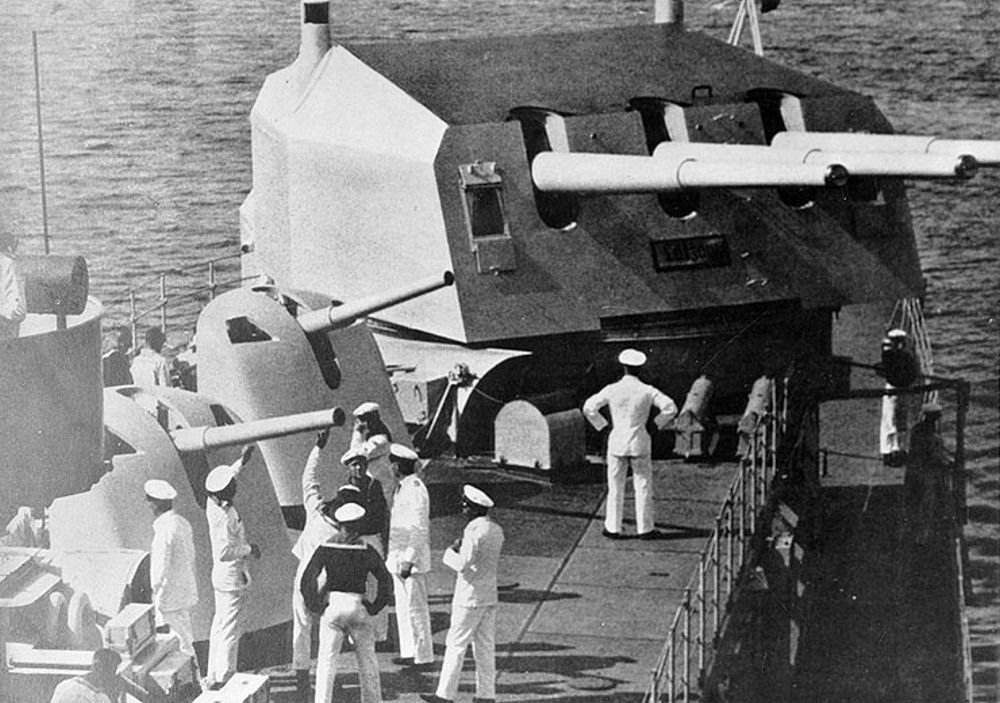
「ケーニヒスベルク」の2番主砲塔と8.8cm単装高角砲の写真。

本級の主砲には新設計の「SK C/25 1925年型 15cm（60口径）速射砲」を採用した。性能的には重量45.5kgの砲弾を、仰角40度で初速960m/秒で撃ち出し最大射程25,700mまで届かせる長射程を持っていた。この新型砲を、従来の小型巡洋艦では単装砲架が主体で、装甲巡洋艦の時代でさえ連装砲塔であったが、本級はドイツ巡洋艦では採用していなかった三連装砲塔に収めた。砲身を載せた砲架は3門それぞれが別個に上下できる独立砲架で、砲身の俯仰能力は仰角40度・俯角10度で旋回角度は360度の旋回角度を持っていたが、実際は上部構造物で射界に制限を受けた。主砲身の俯仰・砲塔の旋回・砲弾の揚弾・装填は主に電力で行われ、補助に人力を必要とした。発射速度は毎分6～8発である。
他に対空兵装として前級に引き続き「Flak L/45 1906年型 8.8cm（45口径）高角砲」を採用していた。元は対水雷艇用の速射砲を高角砲に改造した代物で、その性能は9kgの砲弾を仰角43度で14,100mまで、最大仰角70度で最大射高9,150mまで到達させた。砲架の旋回と俯仰は電動と人力で行われ、砲架は360度の旋回角度を持っていたが、実際は上部構造物で射界に制限を受けた。俯仰は仰角70度・俯角10度であった。これを丸い防盾の付いた単装砲架で竣工時は2基を搭載したが、後に4基に増加した。後の近代化改装において新型の「SK C/32 1932年型 8.8cm（76口径）高角砲」を採用した。その性能は9kgの砲弾を仰角45度で17,200mまで、最大仰角80度で最大射高12,400mまで到達させた。砲架の旋回と俯仰は電動と人力で行われ、俯仰は仰角80度・俯角10度で360度の旋回角度を持っていたが、実際は上部構造物で射界に制限を受けた。発射速度は毎分15～20発だった。これを連装砲架で2番煙突後方に片舷1基ずつの並列配置で計2基装備した。
他に主砲をもってしても相手にならない戦艦や巡洋戦艦と戦うときの備えとして水雷兵装を50cm魚雷を三連装魚雷発射管に収めて、片舷2基ずつの並列配置で計4基を配置した。後に53.3cmに大型化された。
第二次世界大戦序盤に2隻が沈没し、生き残った「ケルン」のみ電子戦装備の追加、対空火器の増強をおこなった。

## 機関
本級は設計当初では従来の海軍型重油専焼水管缶6基と海軍型直結タービンを高速型1基と巡航型1基を1組として2組2軸推進の設計であったが、途中で航続距離の延伸のために新設計が取り入れられ、新たに巡航用にMAN社のW10V26/33型4サイクル10気筒ディーゼル機関2基1軸を中央軸に組み合わせた事により、現在のCODOS推進方式となっていた。これにより最大出力は68,200馬力で最大速力は32.1ノットを発揮、重油燃料タンクは最大1,350トンを搭載したことによりカタログデータでは19ノットで5,700海里を航行できるとされた。

## 同型艦
| 艦名                           | 起工          | 進水          | 就役          | 結果                  |
| ------------------------------ | ------------- | ------------- | ------------- | --------------------- |
| ケーニヒスベルク（Königsberg） | 1926年4月12日 | 1927年3月26日 | 1929年4月17日 | 1940年4月10日撃沈     |
| カールスルーエ（Karlsruhe）    | 1926年7月27日 | 1927年8月20日 | 1929年11月6日 | 1940年4月9日撃沈      |
| ケルン（Köln）                 | 1926年8月7日  | 1928年5月23日 | 1930年1月15日 | 1945年3月30日大破着底 |